# Pachypodium succulentum
Pachypodium succulentum es una especie de arbusto suculento perteneciente al género Pachypodium, dentro de la familia Apocynaceae. Es endémica de Sudáfrica.

## Descripción

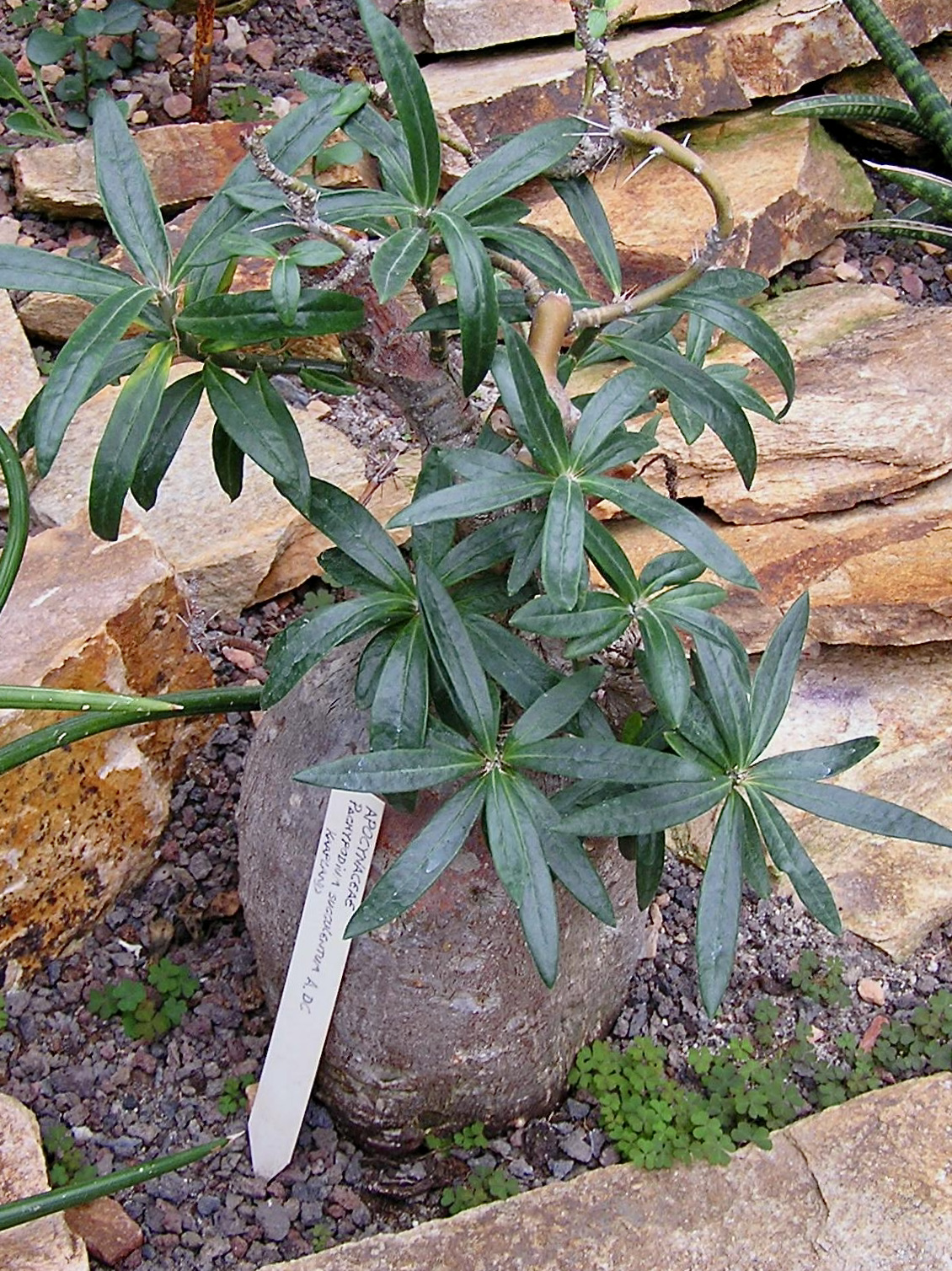
Detalle del tallo y las hojas

Pachypodium succulentum es un arbusto suculento con un gran tallo tuberoso que lleva varias ramas delgadas, algo retorcidas, con espinas de color marrón, generalmente en pares extendidos, y hojas carnosas, de color verde a marrón, esparcidas a lo largo de las ramas y agrupadas hacia los extremos. 

Puede crecer hasta 60 cm de altura y el tubérculo puede alcanzar hasta 15 cm de diámetro, con la mayor parte de su volumen debajo del nivel del suelo. Las ramas son erectas, simples o escasamente ramificadas y pueden crecer hasta 60 cm de largo y 1,3 cm de diámetro. Las ramas laterales suelen ser mucho más cortas que las centrales. Las hojas son lineales y miden hasta 4,5 cm de largo y 0,8 cm de ancho.

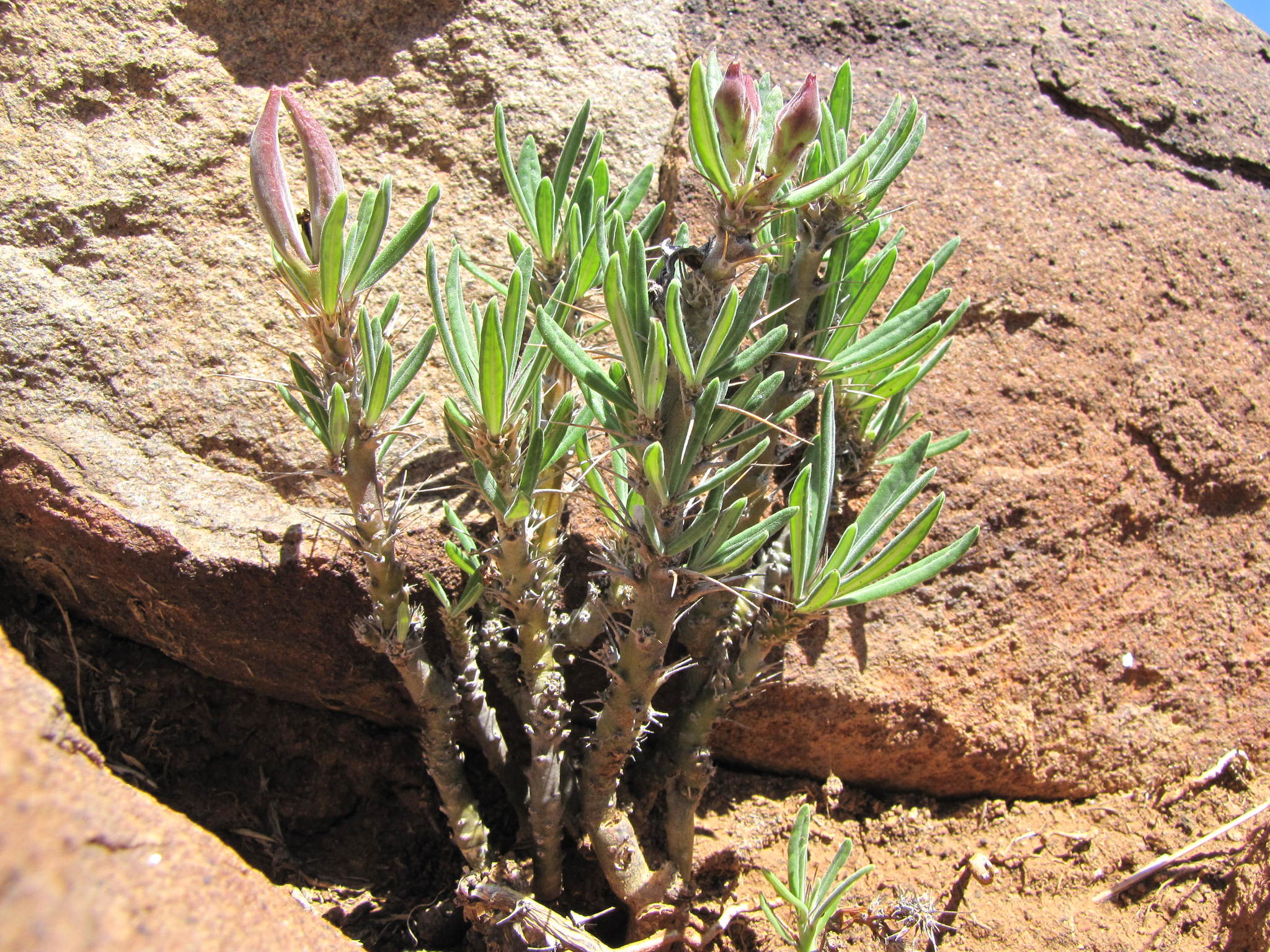
Porte de la planta

La inflorescencia presenta flores quinqueadas (no acampanaas) sobre pedicelos cortos, que se alargan un poco cuando fructifican. Las flores son de color carmesí o en tonos de rosa, rara vez blancas, y generalmente con una franja central más oscura en los lóbulos de la corola. Aparecen en primavera y principios de verano.

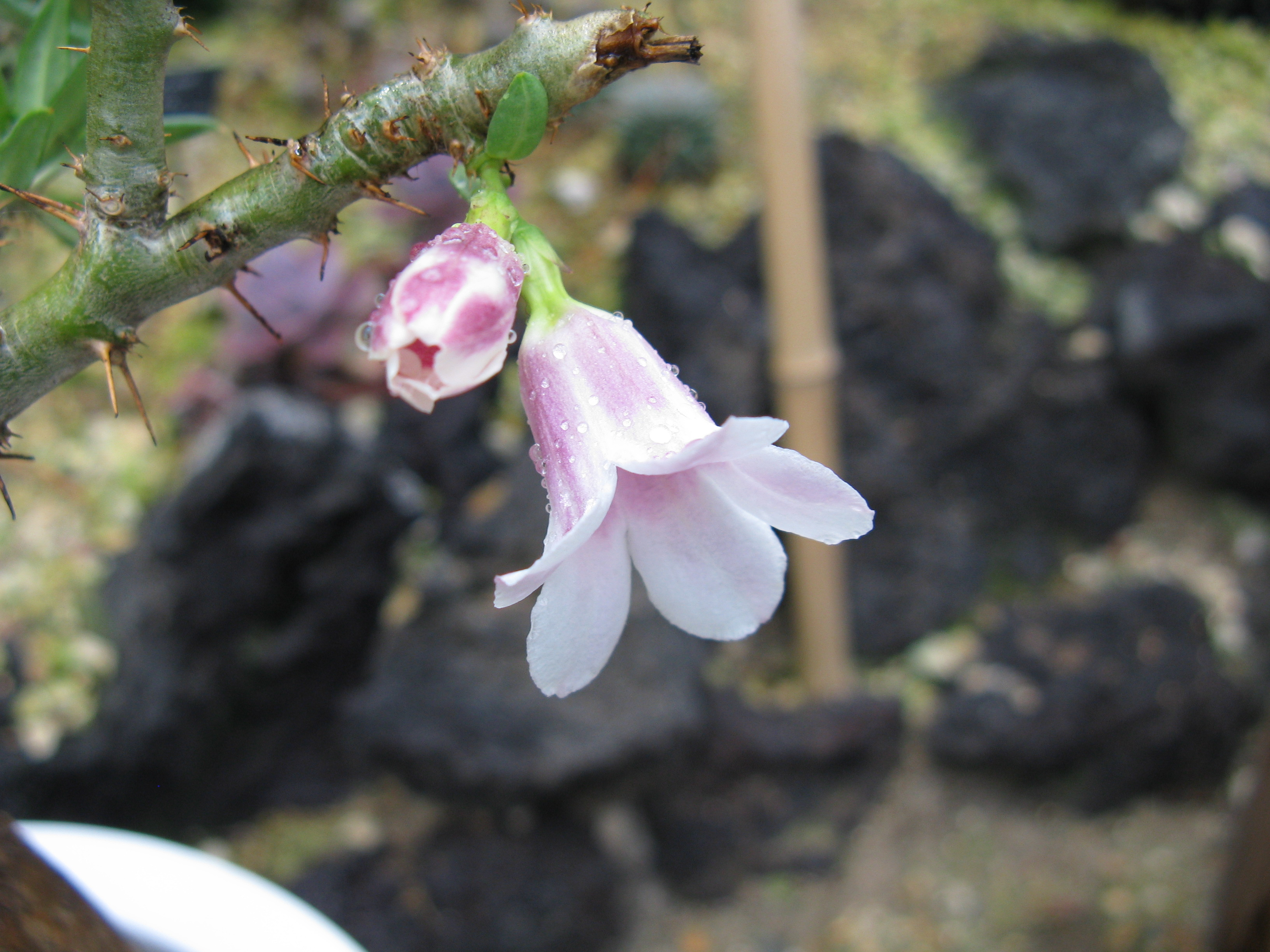
Flor acampanada de Pachypodium bispinosum

Señalar que cuando la planta no está en flor, es indistinguible de Pachypodium bispinosum, una especie con la que se superpone en su área de distribución natural y cuyas flores son de color púrpura en forma de campana.

## Distribución y hábitat
El área de distribución nativa de esta especie es Sudáfrica y crece principalmente en el bioma desértico o de matorral seco, generalmente entre rocas.

## Taxonomía
La primera descripción de esta especie fue como Echites succulentus, publicada en 1782 por el botánico sueco Carlos Linneo el Joven en el libro Supplementum Plantarum: 167.
Más tarde, el botánico británico Robert Sweet trasladó la especie al género Pachypodium, por lo que pasó a llamarse Pachypodium succulentum. Registró estos cambios en el libro Sweet's Hortus Britannicus, ed. 2: 594, publicado en 1830.

Etimología
- Pachypodium: nombre genérico que proviene de la combinación de dos términos del griego antiguo: pachys (que significa 'grueso') y podium (que significa 'pie' o 'base'), haciendo referencia a la característica morfología de muchas especies del género, que suelen tener troncos o tallos robustos y suculentos.
- succulentum: epíteto específico que deriva del latín succulentus, que significa 'jugoso' o 'suculento', haciendo referencia a su tallo.

## Usos
Pachypodium succulentum se cultiva principalmente como planta ornamental siempre y cuando los jardines no sean fríos o húmedos, ya que es muy sensible a las heladas.